# Parallel Universe
"Parallel Universe"  é um single promocional do Red Hot Chili Peppers, a partir de seu álbum de 1999, Californication. Embora ele nunca foi lançado como um CD single, traçado na Modern Rock Tracks EUA, no número 37 durante a semana de 24 de março de 2001,
e apareceu no Greatest Hits.
É a segunda faixa de Californication. os vocais de Anthony Kiedis são subjugados durante os versos, o que reflete uma abordagem à balada melódica.
Possível significado música: Muitos concordam que a música é sobre alguém com efeito de uma droga alucinógena. O som de letras como a, tentando dar sentido ao que se vê e se coloca em palavras o que sente, mas não.  Sidewinder e  California King são duas raças de cobras e serpentes, são uma alucinação muito comum a experiência, enquanto sob a influência de  cogumelos mágicos, mescalina e heroína.